# Moraxella
Moraxella este un gen de bacterii Gram-negative din familia Moraxellaceae. Denumirea provine de la oftalmologul elvețian Victor Morax. Reprezentanții sunt specii de tip bacili, cocobacili și uneori diplococi, cum este cazul speciei Moraxella catarrhalis, oxidazo-pozitive și catalazo-pozitive. M. catarrhalis is the clinically most important species under this genus.

## Specii
- M. atlantae
- M. boevrei
- M. bovis
- M. bovoculi
- M. canis
- M. caprae
- M. catarrhalis
- M. caviae
- M. cuniculi
- M. equi
- M. lacunata
- M. lincolnii
- M. nonliquefaciens
- M. oblonga
- M. osloensis
- M. pluranimalium
- M. porci
- M. saccharolytica